# Интерферометр интенсивности
Интерферо́метр интенси́вности (также корреляционный интерферометр) — устройство, измеряющее коэффициент корреляции интенсивности излучения двумя пространственно разнесёнными приёмниками. Используется обычно для определения угловых размеров астрономических объектов.

## Общие сведения
Интерферометр интенсивности обычно используется для определения угловых размеров астрономических объектов, например, звёзд, которые не могут быть измерены путём прямого наблюдения. Принцип его работы предложен Р. Х. Брауном в 1949 году в ходе решения задачи измерения угловых размеров двух внеземных радиоисточников, Лебедя А и Кассиопеи А:159—161. Позже, в 1954 году, теория устройства получила математическую модель, сформулированную Р. Х. Брауном и Р. К. Твиссом (англ. R. G. Twiss).
Созданный первоначально для нужд радиоастрономии, в этой области метод интерферометрии интенсивности получил ограниченное применение. Причиной явилось требование превышения измеряемого сигнала над фоновым шумом. Однако в оптической астрономии, где эти условия выполнимы, использование интерферометра интенсивности обеспечило большую практическую отдачу, позволив преодолеть проблемы атмосферной турбулентности.

## Принцип работы
Принцип работы интерферометра интенсивности основан на использовании идеи корреляции флуктуаций интенсивности принимаемого сигнала на двух близких приёмниках, направленных на исследуемый объект. С этим связано второе название этого прибора — корреляционный интерферометр. Уменьшение такой корреляции при увеличении расстояния между приёмниками позволяет рассчитать угловой размер исследуемого объекта.

## Практические результаты
Впервые идея успешно опробована в 1950 году для измерения углового размера Солнца в обсерватории Джодрелл-Бэнк с применением интерферометра, работающего на частоте 125 МГц. В 1956 году интерферометр интенсивности из двух параболических зеркал диаметром 1,56 м и с переменной базой до 14 м был впервые использован для измерения углового диаметра Сириуса. Каждое из зеркал в отдельности давало размытое изображение, проецируемое на катод фотоумножителя. Полученные сигналы усиливались и их амплитуды перемножались. Мерой корреляции между флуктуациями интенсивности света на двух зеркалах было среднее за несколько часов значение указанного произведения. Угловой диаметр Сириуса, вычисленный по падению корреляции с увеличением базы, оказался с хорошей точностью равным значению, предсказанному теоретической астрофизикой.

## Современное состояние
В настоящее время крупнейший интерферометр интенсивности построен и эксплуатируется с 1990 года в обсерватории института астрономии Сиднейского университета. Современное оборудование и настраиваемая от 5 м до 160 м база разнесения приёмников позволяют исследовать объекты до 8 звёздной величины. Одновременно проведены подготовительные работы для увеличения настраиваемой базы до 640 м. Однако из-за невостребованности пока наукой достигаемых при этом результатов, а именно, достигаемого размера в 0,2 угловой миллисекунды, проект временно заморожен.